# Ein Fall für zwei: Überstunden
Überstunden ist der Titel der zehnten Episode der Krimiserie Ein Fall für zwei mit Günter Strack und Claus Theo Gärtner in den Hauptrollen.

## Handlung
Nachdem die 14-jährige Schülerin Gabi Berg nicht zum Schulunterricht erschienen ist, erhält Josef Matula über Dr. Renz den Auftrag, sie zu suchen und nach Hause zu bringen. Gabis vermögende Eltern wollen sich scheiden lassen und buhlen jeweils um die Gunst der Tochter. 
Ihre Lehrerin beschreibt Gabi gegenüber Matula als sozial relativ isoliert und hochbegabt. Er trifft sie am Abend, als mehrere junge Männer sie belästigen und ihr Drogen anbieten. Durch sein Einschreiten und die anschließende Unterstützung bei dem Versuch, sich vor den Dealern zu verstecken, gewinnt er langsam ihr Vertrauen. Als sie jedoch erfährt, dass er im Auftrag ihrer Eltern tätig ist, versucht sie aus einer Gaststätte zu verschwinden und inszeniert dazu eine angebliche Belästigung seitens Matula. Als andere Gäste einschreiten und ihn verletzen, hat sie schließlich Mitleid und bleibt bei ihm. Nach Hause möchte sie auf keinen Fall und versteckt sich daher mit Unterstützung seitens des Obdachlosen Charly in einem abrissreifen Haus, nachdem Matula erneut von den Drogendealern attackiert und bewusstlos geschlagen worden war.
Kommissar Wunderlich, der frühere Vorgesetzte Matulas, sucht am späten Abend Dr. Renz auf, um sich nach dem Verbleib Gabi Bergs zu erkundigen. Schließlich kommt diese mit dem verletzten Matula hinzu. Die beiden erkennen allerdings den vor dem Gebäude geparkten Polizeiwagen. Daher fragt Matula zunächst telefonisch bei Dr. Renz nach und lotst den das geschickt verschlüsselte Gespräch mitanhörenden Kommissar zum Hauptbahnhof, wo er sich angeblich aufhalte. Nach der Abfahrt der Polizei betreten Matula und Gabi die Kanzlei, wohin Kommissar Wunderlich schließlich zurückkehrt, nachdem der Schwindel aufgeflogen ist. Dr. Renz kann ihn abweisen, da Gabi unverletzt anwesend ist und keine Gefahr besteht.
Eine durchgehende Nebenhandlung befasst sich damit, dass Matula auf der Suche nach einer neuen Wohnung ist und nahezu jeden Gesprächspartner diesbezüglich um Rat fragt. Am Ende der Episode holt Dr. Renz ihn aus dem Krankenhaus ab und bringt ihn in eine Wohnung. Das Haus, in der sich diese befindet, gehört Gabis Vater, der sich mit entgegenkommenden Mietkonditionen bei Matula bedankt. Gabi beschließt, künftig ein Internat zu besuchen, um ihren Eltern ausweichen zu können.

## Hintergrund

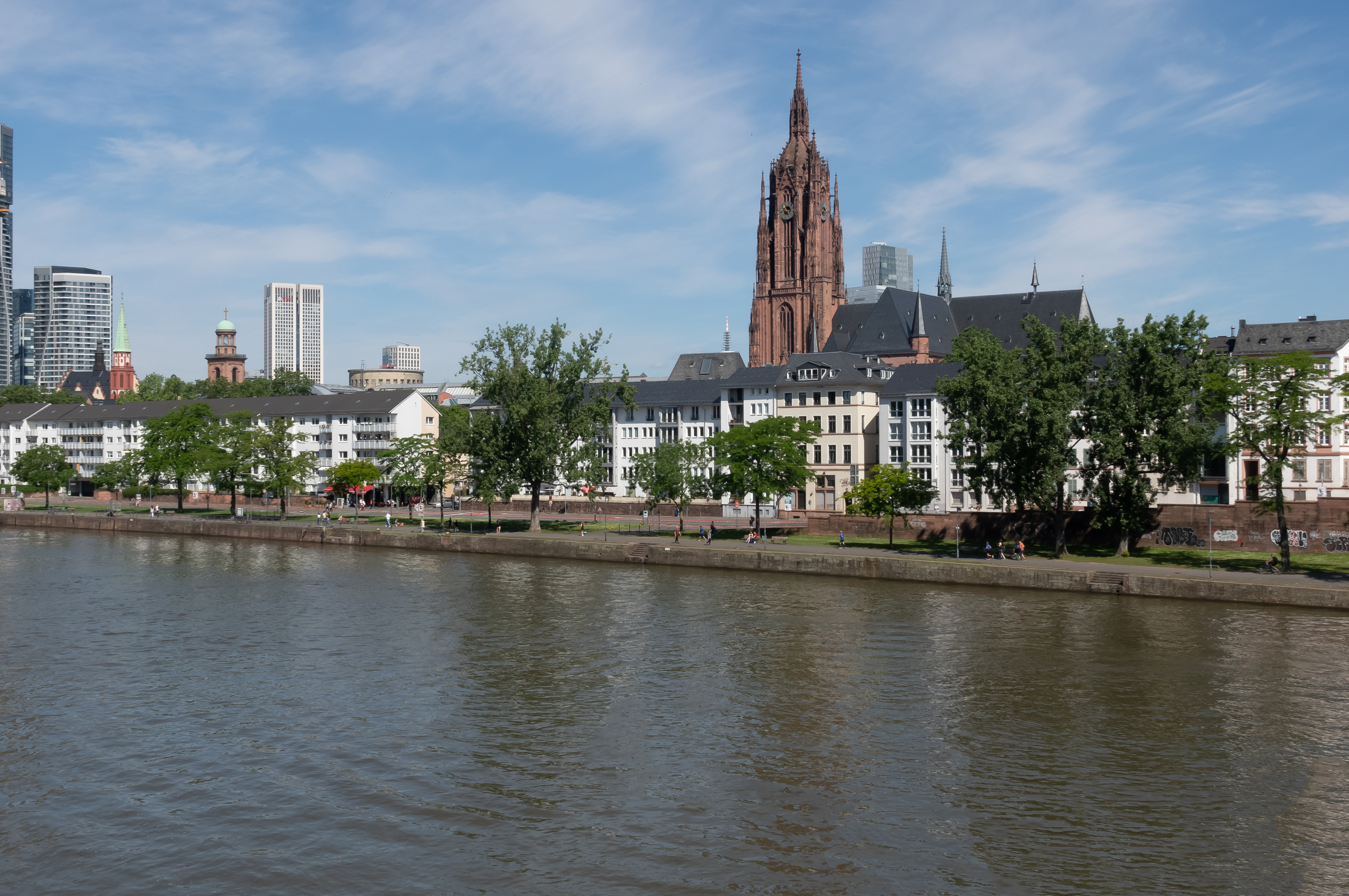
Kaiserdom St. Bartholomäus, aufgenommen aus identischer Perspektive wie in der Episode

Die Episode wurde überwiegend im Rhein-Main-Gebiet gedreht. Die Kulisse der Kanzlei von Dr. Renz befand sich im Hotel InterContinental Frankfurt.
In einer frühen Szene steht Gabi Berg nachdenkend auf der Alten Brücke. Im Hintergrund ist der Kaiserdom St. Bartholomäus zu sehen.